# Stora Svangen

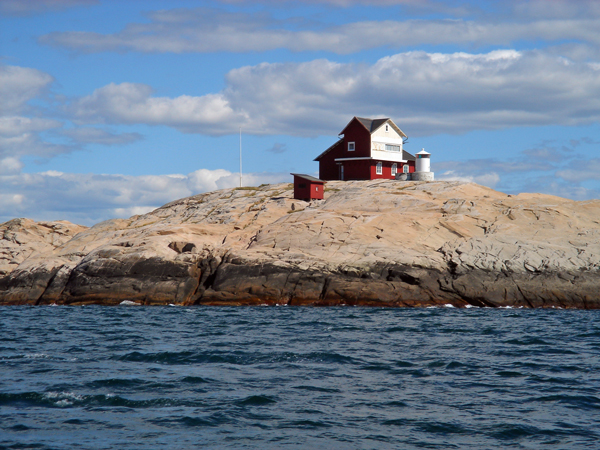
Svangens fyr från NW

Stora Svangen (eller Stora Svången) är en tidigare bebodd ö med fyrplats utanför Lindö vid Koster- och Väderöfjorden i Tanums kommun, Bohuslän, Västra Götalands län. Ön ligger omkring 2,5 km väster om Resö hamn.
Stora Svangen ligger inom Kosterhavets nationalpark.

## Fyren
På ön finns en tidigare bemannad fyr, kallad Svangens fyr.

## Etymologi
Namnet Svangen består troligen av det dialektala svång eller svang, som betyder inböjning eller fördjupning. På ön finns en markerad sänka mellan två berg vilket ger ön en karakteristisk siluett.

## Naturreservat
Stora Svängen ligger sedan 2009 Kosterhavets nationalpark. Innan dess var Stora Svangen ett eget naturreservat som förvaltades av Länsstyrelsen.